# Konjski tramvaj u Osijeku
Najstariji tramvaj u Hrvatskoj počeo je prometovati 1884. u Osijeku. Sve do 1926., kada je elektrificiran, bio je to tramvaj na konjsku vuču. O izdavanju koncesije, izgradnji pruge, voznom redu i ostvarenim prihodima osječkog tramvaja u predelektričnoj etapi izvješćuje osječka kroničarka, povjesničarka Zlata Živaković-Kerže.
U Osijeku je prvi javni gradski prijevoz putnika organiziran 1879. konjskim omnibusima, i to od Gornjega grada preko Tvrđe do Donjega grada i obratno. Prometovalo se u zatvorenim kolima, lijevom stranom ulice, a pretjecalo desnom. Radi sigurnosti putnika, ali i zbog blata i prašine, propisana je za svako godišnje doba različita brzina vožnje, koja je vrijedila za pojedine dijelove Osijeka. Kočijaš je osim dobne zrelosti, pouzdanosti i vještine u prometovanju morao i dobro poznavati osječke ulice. Omnibusi su usred dana obvezno stajali dva sata da kočijaši nahrane konje.
No, snažan gospodarski razvoj Osijeka početkom 80-ih godina 19. stoljeća i naglo širenje Gornjega, Novog i Donjega grada tražili su brži i masovniji gradski prijevoz putnika pa je 27. lipnja 1883. sklopljen Ugovor između grada Osijeka i Osječkoga d. d. za konjsku željeznicu o uvođenju konjskog tramvaja, tada suvremenoga prometnog sredstva koje je od sredine 19. stoljeća diljem Europe osvajalo grad za gradom. Ugovor je pravno stupio na snagu tek 15. veljače 1884., kada su ga potpisali gradski zastupnici (gradonačelnik Fridrich Broschan, gradski predsjednik Pavo Virovac, podnačelnik Ladislav Ittlinger i gradski zastupnik Milan Gršković) i predstavnici dioničkog društva za konjsku željeznicu (osječki gospodarstvenici Franjo Weiss, Franjo Sedlaković, Adolf Freund, Dragutin Šandor i Ivan Carlo Trückner). Ugovorom je Gradsko poglavarstvo dodijelilo Osječkom d. d. za konjsku željeznicu isključivo pravo na gradnju pruge konjske željeznice na relaciji od Gornjega grada kroz Tvrđu do Donjega grada.

## Povijest

### Šezdesetpetogodišnja koncesija
Osječko d. d. za konjsku željeznicu imalo je po tom ugovoru koncesiju na 65 godina te dopuštenje za gradnju tramvajske pruge na tlu gradskih ulica i za gradnje spremišta za kola (remize) i staja za konje. Tramvajsko okretište i konjske staje smještene su na gradskoj površini od 1900 m2 (prostor sjeverne strane današnje Europske avenije). Zgrade su po ugovoru bile vlasništvo grada, a društvo se njima moglo koristiti u sljedećih 65 godina, dok je vrijedio ugovor a gradu je plaćalo trošak za održavanje zgrada. Tramvajska stajališta postavljena su samo na prikladnim mjestima koja su odredili članovi gradskog zastupstva.
Iako po ugovoru grad Osijek nije mogao podijeliti nikomu drugome dozvolu za gradnju, tj. za proširenje linija konjskog tramvaja, ipak su drugi molitelji — ako bi u vrijeme ugovorenih godina zatražili da grade pobočne dijelove tramvajske pruge — mogli dobiti dopuštenje ako za to nije bilo zainteresirano Osječko d. d. za konjsku željeznicu.
U prvih 10 godina društvo je dobivalo iz gradske blagajne godišnju pripomoć u visini od 2000 forinti (u četvrtgodišnjim obrocima). Pripomoć društvo ne bi dobilo ako bi promet konjske željeznice bio obustavljen duže od 24 sata. U potonjih 30 godina društvo je po ugovoru bilo oslobođeno plaćanja javnih gradskih daća.

### Izgradnja i održavanje tramvajske pruge
Glavna linija jednokolosiječne pruge konjskog tramvaja s mimoilaznicama na važnijim stajalištima počinjala je u Gornjem gradu u Dugoj ulici (današnja Strossmayerova) od kapelice sv. Roka te se protezala u smjeru istoka preko Glavnog gornjogradskog trga (današnji Trg Ante Starčevića), duž Kapucinske ulice gornjogradskim drvoredom, iz kojega je pruga skretala u Tvrđu, i to u Glavnu ulicu (današnja Ulica Franje Kuhača) i prolazila uz tvrđavski Glavni trg (današnji Trg Presvetoga Trojstva); iz Tvrđe je tramvajska pruga, kroz donjogradski drvored, stizala do Glavnog trga u Donjem gradu (današnji Trg bana Josipa Jelačića). Konjski se tramvaj okretao pokraj zgrade donjogradskog Casina (današnje Dječje kazalište) i u smjeru zapada vraćao istim putem nazad u Gornji grad.
Glavna linija konjskog tramvaja morala se po ugovoru izgraditi do 31. prosinca 1884. inače je Gradsko poglavarstvo moglo uskratiti koncesiju i raskinuti potpisani ugovor sa štetnim posljedicama za društvo. Osječko dioničko društvo za konjski tramvaj moralo se, uz utvrđene rokove, pridržavati i dogovorenih normi gradnje. Morao je postojati prazan prostor od najmanje 1,5 metra između tračnica, pločnika i staza. Tračnice su jedna od druge morale biti odvojene jedan metar i postavljene samo u širokim ulicama da susretanje dvaju kola na mimoilaznicama ne bi remetilo opći promet; promjer krivulja kolosijeka nije smio biti manji od 25 metara; tračnice nisu smjele biti od lijevanog željeza, nego samo od čvrstog čelika. Što se tiče tehničkih podrobnosti, prosjek širine jedne tračnice iznosio je 71 mm, s jarkom od 23 mm dubine i 33 mm širine. Pragovi, tj. uzdužne i poprečne podloge, bili su od čvrste suhe hrastovine.
Tračnice su postavljene samo u ravnini ceste. Gradnja konjskog tramvaja nije smjela prekinuti redoviti gradski cestovni promet pa se radilo u etapama. Cestovnog taraca vadilo se toliko da to ne ometa promet. Kako nije bilo dopušteno nagomilavanje građevnog materijala na cesti, dovozilo ga se samo onoliko koliko bi ga se ugradilo tijekom dana. Društvo je jamčilo obeštećenje javne ili privatne osobe ako bi radovi prouzročili neku štetu. Nakon postavljanja pruge društvo je moralo gradske ceste vratiti u prvotno stanje te pribaviti šljunak za ceste na kojima ga ne bi bilo dovoljno. U ulicama gdje nije bilo taracanog puta, društvo bi taracanje obavilo samo u širini od 1,5 metra, a taracanje ostalog dijela ceste obavljalo se na trošak Gradskog poglavarstva. S obzirom na tadašnje gradske cestovne i ulične prilike, dvostruke tračnice nisu se smjele postavljati bez dopuštenja Gradskog poglavarstva. (No, vjerojatno za potonja vremena, jer koncesija je dana na vrlo dug rok, u ugovoru je postojao članak po kojem je Osječko d. d. za konjsku željeznicu, uz odobrenje Gradskog poglavarstva, ipak moglo, ali o svom trošku, postaviti dvostruke tračnice na jednoj ili više glavnih linija tramvajske pruge.)
Po ugovoru, je Osječko d. d. za gradnju konjske željeznice moralo za vrijeme trajanja koncesije održavati, čistiti i polijevati cijeli tarac između tračnica i s obje vanjske strane kolosijeka u širini od 0,5 metra. Iste obveze vrijedile su i u zimsko vrijeme, kada je društvo na tom potezu organiziralo čišćenje snijega.
Društvo se obvezalo da za cijelo vrijeme trajanja ugovora neprekidno organizira tramvajsko prometovanje. Ako bi došlo do prekida vožnje ili nekih građevinskih radova, koji bi utjecali na promet, društvo je moralo osigurati po istoj cijeni prijevoz putnika bilo kojim drugim prijevoznim sredstvima.
Osječki konjski tramvaj predan je u promet 10. rujna 1884. i prije dogovorenog roka, pošto su prije toga članovi gradskog zastupstva pregledali prugu.

### Prvi u Hrvatskoj
Konjski tramvaj, glavna atrakcija u Osijeku, gradu s više od 18 000 tadašnjih stanovnika, promijenio je uobičajeni tijek života na glavnim osječkim ulicama. Razumljivo je bilo zadovoljstvo i ponos Osječana zbog uvođenja tramvajskog prometa. Osijek je prvi grad u Hrvatskoj, a među prvima u srednjoj i jugoistočnoj Europi, koji je imao (onodobno) najmodernije gradsko prijevozno sredstvo.
Toga, 10. rujna 1884, kao i potonjih dana, navala građana na konjski tramvaj bila je golema. Mnogi su morali samo gledati jer nisu stali u tramvajska kola u kojima je bilo 16 sjedala (prostor između sjedala bio je 60 cm, a površina sjedala 24 cm). Po osječkim ulicama prometovala su samo tehnički ispravna kola duga 5 m, široka 1,80 m i visoka 2,50 m. Tramvajski se vozni park sastojao od nekoliko zatvorenih i otvorenih (ljetnih) kola. Svaka tramvajska kola imala su svoj broj, a vukla su ih dva konja. Samo iznimno, gdje je cesta bila strmija, uprezao se i treći konj. Konja je bilo otprilike dva puta više nego kola, a svaki je konj prevalio 15 km na dan. (Po ugovoru društvo je moglo u promet pustiti lakša kola koja bi vukao samo jedan konj. Osim putničkih kola u promet su se mogla staviti i tovarna kola za otpremanje većih tereta, i to samo uz odobrenje gradskog zastupstva, ali nisu smjela ometati redoviti putnički promet.)
U tramvajskim kolima bio je uz kočijaša i kondukter. Za sigurnost putnika i nadgledanje prometa konjskog tramvaja društvo je angažiralo posebne, tzv. tramvajske stražare. Sve službene osobe zaposlene u tramvajskom prometu bile su jednako odjevene i — po zapisima iz toga vremena — veoma uljudne. Svaka neljubaznost završavala bi, uostalom, udaljavanjem s posla.
Po ugovoru cijena za vožnju (od jedne do druge postaje) nije smjela biti veća od 12 krajcara (filira) po osobi za jednu vožnju. Kartu nisu plaćala mala djeca držana na krilu, a za djecu do 10 godina, koja su u tramvajskim kolima sjedila na sjedalu, plaćala se polovice cijene jedne karte. Tramvajem su se besplatno vozili gradski redarstveni činovnici, činovnici gradskog i građevnog ureda, članovi gradske straže, i članovi vatrogasnih društava u službi. Društvo je imalo i pretplatne karte s popustom od 10%. Vozni cjenik i svaku promjenu cijene odobravalo je gradsko zastupstvo.
Brzina konjskog tramvaja nije bila baš velika: 7,5 km/h, a jednokolosiječna pruga s mimoilaznicom na važnijim stajalištima dodatno je usporavala pogon. Ali, u to doba i takva je vožnja bila prihvatljivija od pješačenja iz jednog dijela grada u drugi, pa je uvođenje tramvaja imalo za Osijek golemo značenje i budilo veliko zanimanje kod građana.
Stoga je Gradsko poglavarstvo odobrilo u proljeće 1889. Osječkom d. d. za konjsku željeznicu da izgradi pobočne linije konjskoga tramvaja; jedna se s glavne linije od gornjogradskoga Glavnog trga pružala u Županijsku ulicu do zgrade osječkoga Kazališta i Casina, te Ulicom Divjeg čovjeka (današnja Ulica Hrvatske Republike) skretala u Radićevu ulicu i stizala do gornjogradskoga kolodvora; druga je postavljena od Tvrđe do Gradskog vrta u Novom gradu. Novoizgrađeni pobočni kolosijeci, tzv. kolodvorska i novogradska pruga, izgrađeni su do kraja kolovoza 1889. Međutim, zbog nedovoljne širine cesta kroz koje su prolazili, kolosijeci te tračnice na tim linijama nisu bili položeni na ceste, nego na cestovnu bankinu, pa su za tu gradnju upotrijebljene specijalne tzv. villanjske tračnice.

### Prvi prihodi i dividende
Od dana otvorenja pa do kraja prosinca 1884. prihod Osječkog d. d. za gradnju konjske željeznice od vožnje konjskim tramvajem bio je 12 246 forinti. Od 1891. konjskim tramvajem prevožene su i poštanske pošiljke s gornjogradskoga kolodvora, pa je za taj prijevoz društvo godišnje dobivalo dodatnih 2800 forinti. Društvo je od 1892. posebnim kolima konjskog tramvaja prevozilo i različitu robu pa je npr. društvena blagajna 1894. od te vrste prijevoza imala dodatni prihod od 16 858 forinti. U toj godini Društvo je ostvarilo čisti prihod od 10 149 forinti i 80 krajcara te je isplaćena dividenda od 20 forinti 20% po dionici.
U 1895. Društvo je posjedovalo 15 tramvajskih kola za putnički prijevoz, 8 teretnih i dvoja poštanska kola. Te godine dužina tramvajske pruge bila je 15 km.

### Vozni i prometni red
Putnike je konjski tramvaj od 1. travnja do 31. listopada, u tzv. ljetnom razdoblju, prevozio (po odobrenome Voznom i prometnom redu) od 6.00 do 21.00 sat, a od 1. studenoga do 31. ožujka, u tzv. zimskom razdoblju, od 7.00 do 20.00 sati. Osječko d. d. za konjsku željeznicu moglo je vožnju i produžiti, skratiti ili obustaviti, ali samo u dogovoru s gradskim zastupstvom. Ako bi to učinili bez dogovora, morali bi platiti kaznu od 20 forinti na dan.
Kola su se u petnaestosatnom prometovanju morala kretati propisanim smjerom i zadržavati se na stajalištima samo onoliko koliko je trebalo za ulazak i izlazak putnika. U posebnim prilikama, a po potpisanom ugovoru, jedna kola konjskog tramvaja morala su prometovati po cijelom gradu u vrijeme održavanja kazališnih predstava ili značajnijih plesnih priredaba, i to dokle god je bilo putnika, ali najduže do pola noći. Ta odluka o noćnoj vožnji primjenjivala se i kada su se u Gradskom vrtu priređivale javne zabave, plesovi ili druge javne priredbe odnosno svečanosti. Na gornjogradski kolodvor tramvaj je putnike obvezatno vozio danju i noću pred svaki vlak koji bi dolazio ili odlazio. Tramvaj bi stizao dvaput, i to tako da druga tramvajska kola stignu najkasnije 10 minuta prije odlaska ili dolaska vlaka.
U slučaju požara u gradu konjski se tramvaj odmah zaustavljao i propuštao vatrogasna kola. U jako prometnim ulicama, pri prolazu kroz tvrđavske bedeme i preko zavoja kočijaši su morali voziti sporije, a kroz manje prometne ulice mogli su voziti i brže.
Tramvajska kola obvezatno su se zaustavljala na stajalištima koja su točno utvrdili gradski zastupnici. Putnici nisu smjeli stajati na stubi tramvajskih kola, a tramvaj je sa stajališta odlazio tek kada je kondukter dao znak za polazak. U unutrašnjem dijelu kola nije smjelo biti više putnika nego sjedala. Kada su se kola napunila, kondukter je izvjesio tablicu i zatvorio ulaz u kola lancem te dao znak za pokret. Stajanje je u tramvajskim kolima bilo strogo zabranjeno. Prozori i vrata smjeli su se otvarati samo na jednoj strani, i to onda kada nikomu od putnika to nije smetalo. Pušenje i vođenje pasa u tramvaju bilo je strogo zabranjeno. Od prtljage putnik je mogao imati samo ručnu torbu. Približavanje kola stajalištu označavalo se zvonjavom zvončića koji su se nalazili na glavama konja. Čim bi se upalila ulična plinska rasvjeta, i tramvajska bi se kola osvijetlila izvana i iznutra. Svaka su kola morala imati u unutrašnjosti svoj posebni vozni red koji je sadržavao nazive ulica kroz koje su kola prolazila, naznaku voznog vremena i drugo.

### Dug put do električnog tramvaja
Kako je vrijeme odmicalo, sve snažnija modernizacija i industrijalizacija tražile su promjene i u gradskome javnom prijevozu putnika. Stoga je Osječko d. d. za konjsku željeznicu potkraj 1898. poslalo Gradskom poglavarstvu zamolbu vezanu za preuređenje, tj. modernizaciju tramvaja i prijelaz na električni pogon. Društvo je predlagalo osnivanje električne centrale za gradsku električnu rasvjetu i prijenos električne snage. U tu je svrhu planirana glavnica od 400 000 forinti. Od grada je za te poslove Društvo tražilo dodjelu koncesije na 25 godina. Potkraj 1899. gradsko zastupstvo dopustilo je Društvu da svoj konjski tramvaj pretvori u munjevni (električni), ali kako je Gradsko poglavarstvo prijašnjim ugovorima predalo koncesijsko pravo na gradsku rasvjetu Dioničkom društvu za plin u Osijeku, nastali su sporovi između tih dvaju dioničkih društava o izgradnji električne centrale, elektrifikaciji grada i gradskome javnom prometu. No, bez obzira na neuspjele dogovore, Osječko d. d. za konjsku željeznicu pristalo je i bez ovlaštenja urediti cestu u Tvrđi i uvesti gradsku električnu rasvjetu. Društvo je, u tim prilikama, najavljivalo elektrifikaciju tramvaja i sniženje vozne karte po osobi za 4 filira.
No — tada grad nije u tom slučaju mogao utjecati; bio je vezan potpisanim ugovorima a dionička se društva nisu mogla dogovoriti.
Prijevoz konjskim tramvajem nastavit će se i idućih godina, ali će na početku 20. stoljeća učestati intervencije mjerodavnih gradskih tijela zbog propusta u prijevozu putnika konjskim tramvajem, koji je postao trošan, zastario je i postao opasan za putnike.
Grad će, doduše, sa spomenutim dioničarskim društvima dovesti 1914. u završnu fazu pregovore o elektrifikaciji grada.
Nastupit će, međutim, razdoblje Prvoga svjetskoga rata i odgoditi elektrifikaciju Osijeka.
U vrijeme rata od 1914. do 1918. u tehničkom se pogledu stanje osječkoga konjskog tramvaja toliko pogoršalo da su već tračnice iskakale iz ležišta, a tramvajska su se kola »ljuljala kao barka na moru«. U ratnim godinama postojao je i stalan problem nestašice konja, ljudi i hrane. Zavladala je potpuna zapuštenost i nebriga glede toga javnog prijevoznog sredstva, a zbog neizvjesnosti u vezi s ishodom rata Društvo za konjsku željeznicu više nije ulagalo u održavanje tramvaja. Ni česte intervencije Gradskog poglavarstva nisu pomagale pa je općina Osijek Društvu oduzela tramvaj 1917., ali ga je morala vratiti po nalogu Ugarskog ministarstva za komunikacije iz Budimpešte.
Nakon raspada Austro-Ugarske Monarhije 1918. nastojalo je Gradsko poglavarstvo kod nove vlasti da konjski tramvaj preda na upravu gradskoj općini. Međutim, istodobno je Budimpeštanska banka kapital osječkoga tramvaja prodala zagrebačkoj Trgovinskoj banci. U općem rasulu osječki tramvajski radnici stupili su u štrajk 2. travnja 1919. te je idućih deset dana obustavljen javni promet. Tada je grad, ne čekajući pravna rješenja, stavio tramvaj pod svoj nadzor. Formirao je Upravni i Nadzorni odbor, uredio pitanje s radnicima i stavio ga u javni promet. To je ponukalo i Trgovinsku banku u Zagrebu da za 350 000 kruna gradu Osijeku proda tramvaj. Tako se pravno 15. svibnja 1919. konjski tramvaj našao u posjedu grada Osijeka pod nazivom Gradski tramvaj.
Međutim, na elektrifikaciju grada i na električni tramvaj valjalo je pričekati do 1926. godine.